# سیف‌آباد (سلسله)
سیف‌آباد روستایی از توابع بخش فیروزآباد شهرستان سلسله در استان لرستان ایران است. زبان مردم این روستا لری به گویش لکی است.

## جمعیت
این روستا در دهستان فیروزآباد قرار دارد و بر اساس سرشماری مرکز آمار ایران در سال ۱۳۹۵، جمعیت آن ۵۶ نفر بوده که ۳۰ نفر مرد و ۲۶ نفر زن بوده اند. این در حالی است که جمعیت این روستا در مقایسه با سرشماری سال ۱۳۸۵ ، ۲۷ نفر کاهش داشته است. روستای سیف آباد دارای ۱۷ خانوار می باشد.